# Kristallen 2015
Kristallengalan 2015 ägde rum 30 augusti 2015 och sändes i TV3. Galan producerades av Mexiko Media och precis som föregående år ägde den rum på Stockholmsmässan.  Programledare var Josephine Bornebusch och Rachel Mohlin. Årets hederspris gick till Bo Holmström. Årets manliga programledare blev David Hellenius och kvinnliga blev Carina Berg och Christine Meltzer. Årets sport TV-profil blev Roberto Vacchi och årets program blev Morran och Tobias.

## Nominerade och vinnare

### Årets barn- och ungdomsprogram
| Vinnare                 | Vinnare |
| ----------------------- | ------- |
| Kändisbarnvakten        | SVT     |
| Övriga nominerade       |         |
| Bacillakuten            | SVT     |
| Extrema ögonblick       | SVT     |
| Piratskattens hemlighet | SVT     |
| Livet i Bokstavslandet  | UR      |

### Årets dokumentärprogram
| Vinnare                                       | Vinnare |
| --------------------------------------------- | ------- |
| Astrid                                        | SVT     |
| Övriga nominerade                             |         |
| Att skiljas                                   | SVT     |
| Brottskod                                     | TV3     |
| Hunger                                        | SVT     |
| Ibrahimovic från Rosengård med mer än ett mål | Kanal 5 |

### Årets dokusåpa
| Vinnare                     | Vinnare |
| --------------------------- | ------- |
| Hela Sverige bakar          | Sjuan   |
| Övriga nominerade           |         |
| Bonde söker fru             | TV4     |
| Diktatorn                   | UR      |
| Paradise Hotel Sverige      | TV3     |
| Realitystjärnorna på godset | TV3     |

### Årets fakta- och aktualitetsprogram
| Vinnare                      | Vinnare |
| ---------------------------- | ------- |
| Fosterland                   | SVT     |
| Övriga nominerade            |         |
| Breaking News                | Kanal 5 |
| Den som får finnas           | SVT     |
| Djävulsdansen                | SVT     |
| Programmen som förändrade TV | UR      |

### Årets granskning
| Vinnare                                           | Vinnare |
| ------------------------------------------------- | ------- |
| Kalla fakta – Slav i Sverige                      | TV4     |
| Övriga nominerade                                 |         |
| Dokument inifrån: Bränn en bil                    | SVT     |
| Trolljägarna                                      | TV3     |
| Uppdrag Granskning – Kommungranskarna i Österåker | SVT     |
| Uppdrag Granskning – Konstbluffen                 | SVT     |

### Årets humorprogram
| Vinnare           | Vinnare |
| ----------------- | ------- |
| Partaj            | Kanal 5 |
| Övriga nominerade |         |
| Ack Värmland      | TV4     |
| Full Patte        | SVT     |
| Inte ok           | TV3     |
| Morran och Tobias | SVT     |

### Årets kvinnliga programledare
| Vinnare                           | Vinnare |
| --------------------------------- | ------- |
| Carina Berg och Christine Meltzer | Kanal 5 |
| Övriga nominerade                 |         |
| Gry Forssell                      | TV4     |
| Malin Gramer                      | TV3     |
| Sanna Nielsen                     | SVT     |

### Årets kvinnliga skådespelare i en tv-produktion
| Vinnare           | Vinnare |
| ----------------- | ------- |
| Lena Endre        | SVT     |
| Övriga nominerade |         |
| Christine Meltzer | Kanal 5 |
| Mia Skäringer     | TV4     |
| Moa Gammel        | SVT     |
| Rachel Mohlin     | Kanal 5 |

### Årets livsstilsprogram
| Vinnare                    | Vinnare |
| -------------------------- | ------- |
| Husdrömmar                 | SVT     |
| Övriga nominerade          |         |
| Alla är fotografer         | SVT     |
| Arga Snickaren VIP         | Kanal 5 |
| Gift vid första ögonkastet | SVT     |
| Historieätarna             | SVT     |

### Årets manliga programledare
| Vinnare                             | Vinnare |
| ----------------------------------- | ------- |
| David Hellenius                     | TV4     |
| Övriga nominerade                   |         |
| Erik Ekstrand och Mackan Edlund     | TV6     |
| Filip Hammar och Fredrik Wikingsson | Kanal 5 |
| Lasse Kronér                        | SVT     |

### Årets manliga skådespelare i en tv-produktion
| Vinnare           | Vinnare |
| ----------------- | ------- |
| Peter Andersson   | SVT     |
| Övriga nominerade |         |
| Adam Lundgren     | SVT     |
| David Sundin      | TV3     |
| Göran Ragnerstam  | SVT     |
| Johan Petersson   | Kanal 5 |

### Årets program
| Vinnare           | Vinnare |
| ----------------- | ------- |
| Morran och Tobias | SVT     |
| Övriga nominerade |         |
| Ack Värmland      | TV4     |
| Breaking News     | Kanal 5 |
| Parneviks         | TV3     |

### Årets realityprogram
| Vinnare                   | Vinnare |
| ------------------------- | ------- |
| Parneviks                 | TV3     |
| Övriga nominerade         |         |
| Berg och Meltzer i Europa | Kanal 5 |
| Klippans karaokecup       | SVT     |
| Lyckliga gatan            | TV4     |
| Ska vi göra slut?         | Kanal 5 |

### Årets sport-tv-profil
| Vinnare           | Vinnare   |
| ----------------- | --------- |
| Roberto Vacchi    | Eurosport |
| Övriga nominerade |           |
| André Pops        | SVT       |
| Anna Brolin       | TV4       |
| Frida Nordstrand  | TV3       |

### Årets tv-drama
| Vinnare           | Vinnare |
| ----------------- | ------- |
| Jordskott         | SVT     |
| Övriga nominerade |         |
| Blå ögon          | SVT     |
| Portkod 1525      | SVT     |
| Torpederna        | TV4     |
| Viva Hate         | SVT     |

### Årets tv-personlighet
| Vinnare           | Vinnare |
| ----------------- | ------- |
| Mia Parnevik      | TV3     |
| Övriga nominerade |         |
| Draken            | SVT     |
| Gunilla Persson   | TV3     |
| Marcus Oscarsson  | TV4     |
| Sefik Ibrahimovic | Kanal 5 |

### Årets underhållningsprogram
| Vinnare               | Vinnare |
| --------------------- | ------- |
| Idol 2014             | TV4     |
| Övriga nominerade     |         |
| Let's Dance 2015      | TV4     |
| Melodifestivalen 2015 | SVT     |
| Ninja Warrior Sverige | Kanal 5 |
| På spåret             | SVT     |

### Årets hederspris
- Bo Holmström